# 1. СС оклопна дивизија Тјелесна гарда Адолфа Хитлера
1. СС оклопна дивизија „Телесна гарда Адолфа Хитлера” (позната и под скраћеницом SS-LAH) развијена је из пука за личну заштиту Адолфа Хитлера који је основан у септембру 1933. Године 1939. постала је засебна јединица Вафен-СС-а, тачније његове претходнице СС борбених снага. Јединица је независно учествовала у инвазији на Пољску, а неки делови су као део борбених снага СС учествовали у операцији Барбароса.
Током септембра, октобра и новембра 1943. дивизија је у саставу II СС оклопног корпуса учествовала у операцијама против НОВЈ у Истри, тршћанском залеђу и западној Словенији.
Јединица је престала да постоји 8. маја 1945. године.
Симбол дивизије је био калауз, у част свог првог команданта Јозефа Дитриха (Дитрих на немачком значи калаус или алат за обијање брава). Ова елитна дивизија је на Нирнбершком процесу проглашена кривом за ратне злочине. Припадници ове дивизије су учествовали у бројним злочинима. Процењује се да су убили најмање 5.000 ратних заробљеника од 1940. до 1945, углавном на Источном фронту.

## Рана историја (1923—1933)
У првим данима Нацистичке партије, руководство је схватило да је потребна јединица тјелохранитеља састављена од поузданих људи. Ернст Рем је формирао формацију гарде из 19. Granatwerfer-Kompanie; из ове формације је убрзо еволуирао Штурмабтајлунг (СА). Адолф Хитлер је почетком 1923. наредио формирање малог засебног тјелохранитеља посвећеног његовој служби, а не „сумњивој маси”, као што је СА. Првобитно је јединица била састављена од само осам људи, којима су командовали Јулиус Шрел и Јозеф Берцхтолд. Назван је Stabswache (штабна стража). Stabswache-у су издате јединствене значке, али су у овом тренутку још увијек биле под контролом СА. Шрек је оживио употребу Тотенкопфа („главе смрти”) као обиљежја јединице, симбола који су различите елитне снаге користиле у прошлости, укључујући специјализоване јуришне трупе њемачког царства у Првом свјетском рату које су користиле тактику инфилтрације Хутиера.
У мају 1923. јединица је преименована у Stoßtrupp (Шок трупа)—Хитлер. Јединица је тада бројала не више од 20 припадника. Дана 9. новембра 1923, Stoßtrupp је, заједно са СА и неколико других нацистичких паравојних јединица, учествовао у неуспjешном пучу у пивници у Минхену. Након тога, Хитлер је затворен, а његова партија и све повезане формације, укључујући Stoßtrupp, су распуштене.
Средином 1920-их, насиље је остало велики део баварске политике. Хитлер је био потенцијална мета. Године 1925. Хитлер је наредио формирање нове јединице тјелохранитеља, Schutzkommando (команда за заштиту). Јединица је преименована у Sturmstaffel (јуришна ескадрила) и у новембру је преименована у Schutzstaffel, скраћено СС. До 1933. СС је од мале јединице тјелохранитеља прерастао у формацију од преко 50.000 људи. Донијета је одлука да се формира нова јединица тјелохранитеља, поново названа Stabswache, коју су углавном чинили људи из 1. SS-Standarte. До 1933. ова јединица је стављена под команду Сепа Дитриха, који је одабрао 117 људи да формирају SS-Stabswache Берлин 17. марта 1933. године. Јединица је замијенила војну гарду у канцеларији Рајха. Од ове почетне групе, тројица су на крају постали команданти дивизија, најмање осам би постали команданти пукова, петнаест су постали команданти батаљона, а преко тридесет су постали команданти чета у Вафен-СС. Једанаест људи из прве чете од 117 отишло је до освајања Витешког крста, а четрдесеторо њих је одликовало њемачким крстом у злату за храброст. Касније, 1933. године, формиране су још двије јединице за обуку: SS-Sonderkommando Zossen 10. маја и друга јединица, названа SS-Sonderkommando Jüterbog 8. јула. То су биле једине СС јединице које су у то време добиле војну обуку. Већина наставног кадра долазила је из редова војске. Дана 3. септембра 1933. два сондеркоманда су се спојила у SS-Sonderkommando Берлин под Дитриховом командом. Већина њихових дужности укључивала је спољно обезбеђење Хитлера у његовим резиденцијама, јавне наступе и стражу у канцеларији Рајха.

## Ширење
Дана 13. априла 1934, Хајнрих Химлер, шеф СС-а, наредио је да се Leibstandarte Adolf Hitler (ЛАХ) преименује у „Leibstandarte SS Adolf Hitler” (ЛССАХ). Химлер је у име убацио иницијале СС да би јасно ставио до знања да је јединица независна од СА или војске. ЛССАХ је означена као „националсоцијалистичка” јединица, која је на крају прерасла у елитну Панцер дивизију Вафен-СС. Иако номинално под Химлером, Дитрих је био прави командант и водио је свакодневну администрацију.
Током 1934. Stabschef-SA Ернст Рем је наставио да се залаже за већи политички утицај за своју већ моћну СА. Хитлер је одлучио да СА мора бити елиминисан као независна политичка снага и наредио је ЛССАХ-у да се припреми за акцију. ЛССАХ је формирао две чете под контролом Јиргена Вагнера и Ота Рајха, ове формације су пребачене у Минхен 30. јуна.